# Pilar Pedraza Pérez del Castillo
Pilar Pedraza Pérez del Castillo (Lima, 25 de diciembre de 1949), escritora y poeta boliviana nacida en Perú, con doble nacionalidad. Radica actualmente en Cochabamba, Bolivia, país donde produjo la totalidad de su obra literaria. Recibió los premios internacionales Virginia Woolf,Rubén Darío,Ciudad de Cartago, entre otros. Sus principales libros galardonados han sido publicados por el Grupo Editorial Sial Pigmalión.
En su país de adopción, los críticos la consideran figura representativa de la literatura femenina contemporánea de Bolivia, junto con Gaby Vallejo Canedo.
Desde la aparición de su primera novela en 1999, publicó una veintena de libros entre cuentos, novelas y poemarios. Su obra narrativa es ampliamente difundida en Europa y ha sido traducida a diversos idiomas.

## Biografía
Los padres, el diplomático peruano Alejandro Pedraza Fuller y la escritora boliviana Carmen Pérez del Castillo, radicaban en Lima cuando nació su hija Pilar. A los pocos meses de nacida, en 1950 su familia se trasladó a La Paz, Bolivia, donde transcurrió su infancia en una finca de sus abuelos maternos en la localidad aimara de Copacabana, a orillas del lago Titicaca, donde se familiarizó con la lengua preincaica del lugar.
Hizo sus estudios primarios en el colegio Rosa Gattorno de La Paz y secundarios en el colegio Sagrados Corazones.Tras el bachillerato, viajó a Alemania y allí se tituló como Intérprete Comercial de los idiomas alemán, inglés y español; fue alumna del Privatlehranstalt Dr. Nitsch, en la ciudad de Bad Harzburg. De retorno a La Paz, obtuvo un Diplomado en Escrituras Creativas de la Universidad Mayor de San Andrés. Contrajo primeras nupcias con Carlos Ballivián Valdés. 
A finales del año 2000 fijó residencia permanente en la ciudad de Cochabamba, asimilando expresiones de la lengua quechua que serán incorporadas en su creación literaria.

## Obra Literaria
Su producción está presente en todas las ferias del Libro (dentro y fuera de Bolivia). Es habitualmente auspiciada por Sial Pigmalión y también forma parte de las panelistas invitadas en tales eventos por el Pen Club Internacional.
En su narrativa, resalta una notoria vocación por la Historia. Su obra transita entre el humor, el erotismo, la narrativa histórica y la crítica social. Desarrolla un lenguaje que incorpora vasta terminología quechua-aimara, aplicando creativamente las grafías españolas, como un aporte a la lengua de Cervantes.

## Obras
- 2023: Arpegios de pasión y pandemia
- 2023: De lo bueno, lo mejor. Tomo 1
- 2023: De lo bueno, lo mejor. Tomo 2
- 2021: Recordando a Federico
- 2021: Antología de narradoras
- 2020-2025: Los hijos del viento
- 2020: Las ninfas del salsódromo
- 2019: Buanabala. El imperio de las Bioko
- 2019: Por las calles de la ira
- 2017: La Qullqi Chuchu
- 2016: Exhorto Suplicatorio
- 2014: La ruta olvidada: epítome de cuentos
- 2011: La fuerza del tiempo
- 2007: Más allá de los días
- 2001: Mujer escorpión
- 1999: La Pasión de Jota Antonio

## Premios y distinciones
Las ferias internacionales del Libro son el escenario donde la escritora boliviana ha recibido importantes galardones, como el Premio Internacional de Literatura Virginia Woolf en la FIL-Bogotá 2019 por su novela “Buanabala – El imperio de las Bioko”, constituyéndose en la primera escritora boliviana que ha recibido aquel galardón. Ese mismo año, Sial Pigmalión le otorgó el Premio Escriduende como mejor escritora hispanoamericana. En el marco de la FIL-Madrid 2023, recibió el Premio Rubén Darío por su  colección de cuentos en dos tomos “De lo bueno, lo mejor”.
El 26 de octubre de 2024 recibió el Premio Internacional de Poesía “Ciudad de Cartago”, en el marco del VII Encuentro internacional tunecino-hispanoamericano de intelectuales y escritores, realizado en Túnez. Encuentro organizado por la Universidad de Manouba, la Asociación de Hispanistas Tunecinos y el Grupo Editorial Sial Pigmalión.
Se afirma que, después de Gaby Vallejo, es la escritora boliviana con más reconocimientos por su obra dentro y fuera de Bolivia. En 2019 el Club del Libro Amado Nervo le entregó un reconocimiento por los premios obtenidos en España. En 2003, fue finalista del Premio Nacional de Cuento Alfaguara; en 2006 recibió Medalla de Oro en el Premio de Poesía Adela Zamudio y en 2007 obtuvo el mismo premio en el género narrativo. También en 2007, la Mesa Redonda Panamericana la condecoró con el Primer Premio de Literatura Panamericana. Primer Premio en cuento erótico de Editorial Karma Sensual de Pontevedra, España. Y también fue merecedora del Premio al Mejor Cuento Extranjero por Editorial Tres Lagunas de Buenos Aires.